# ملعب عين التمر
ملعب عين التمر هو ملعب متعدد الأغراض يقع في عين التمر، غرب محافظة كربلاء، العراق. يستخدم في الغالب لمباريات كرة القدم، وهو الملعب الرئيسي لنادي عين التمر، افتتح في 11 مارس 2019 بسعة 2000 متفرج.